# Scenopinus lesinensis
Scenopinus lesinensis är en tvåvingeart som beskrevs av Gabriel Strobl 1902. Scenopinus lesinensis ingår i släktet Scenopinus och familjen fönsterflugor. Inga underarter finns listade i Catalogue of Life.